# Taiqian
Taiqian är ett härad som lyder under Puyangs stad på prefekturnivå i Henan-provinsen i norra Kina.